# برونو روکس
برونو روکس (انگلیسی: Bruno Roux؛ زادهٔ ۱ ژوئیهٔ ۱۹۶۳) بازیکن فوتبال اهل فرانسه است.
از باشگاه‌هایی که در آن بازی کرده‌است می‌توان به باشگاه فوتبال پاری سن ژرمن، باشگاه فوتبال رن، باشگاه فوتبال لو آور، و باشگاه فوتبال ستاره سرخ اشاره کرد.